# Bracia Krajewscy

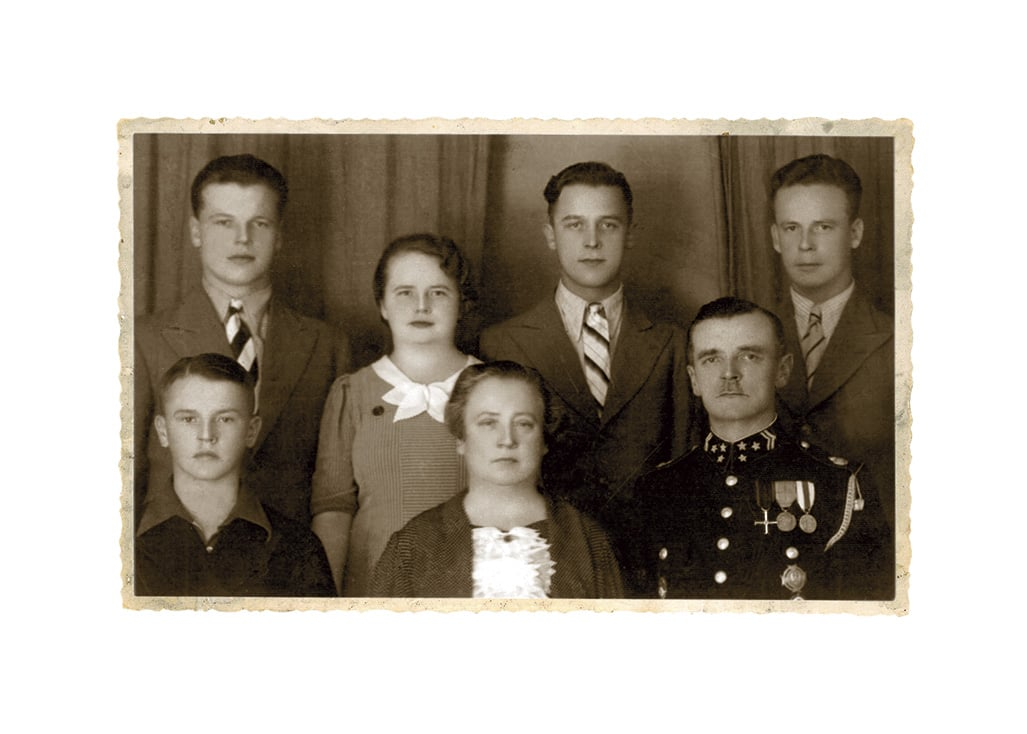
Rodzina Krajewskich. Od lewej: Władysław jr, Leon Teodor, Marian Euzebiusz, siedzą: Jerzy Józef, Leokadia matka, Władysław sr, stoi Leokadia mł. Fot. z archiwum rodziny Krajewskich-Siudów

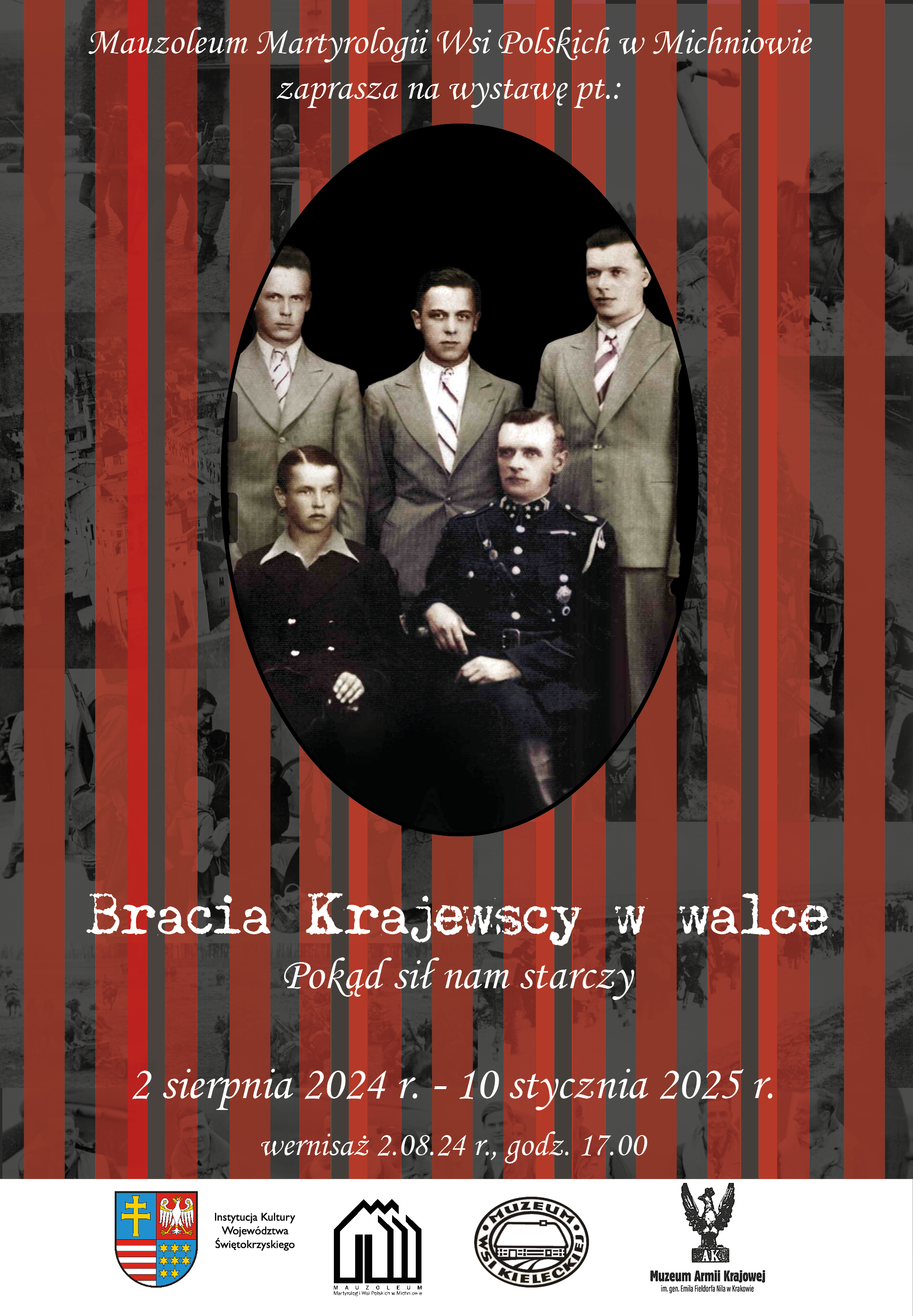
Plakat reklamujący wystawę o Braciach Krajewskich w Mauzoleum Martyrologii Wsi Polskich w Michniowie autorstwa Klaudii Bieli-Marzec.

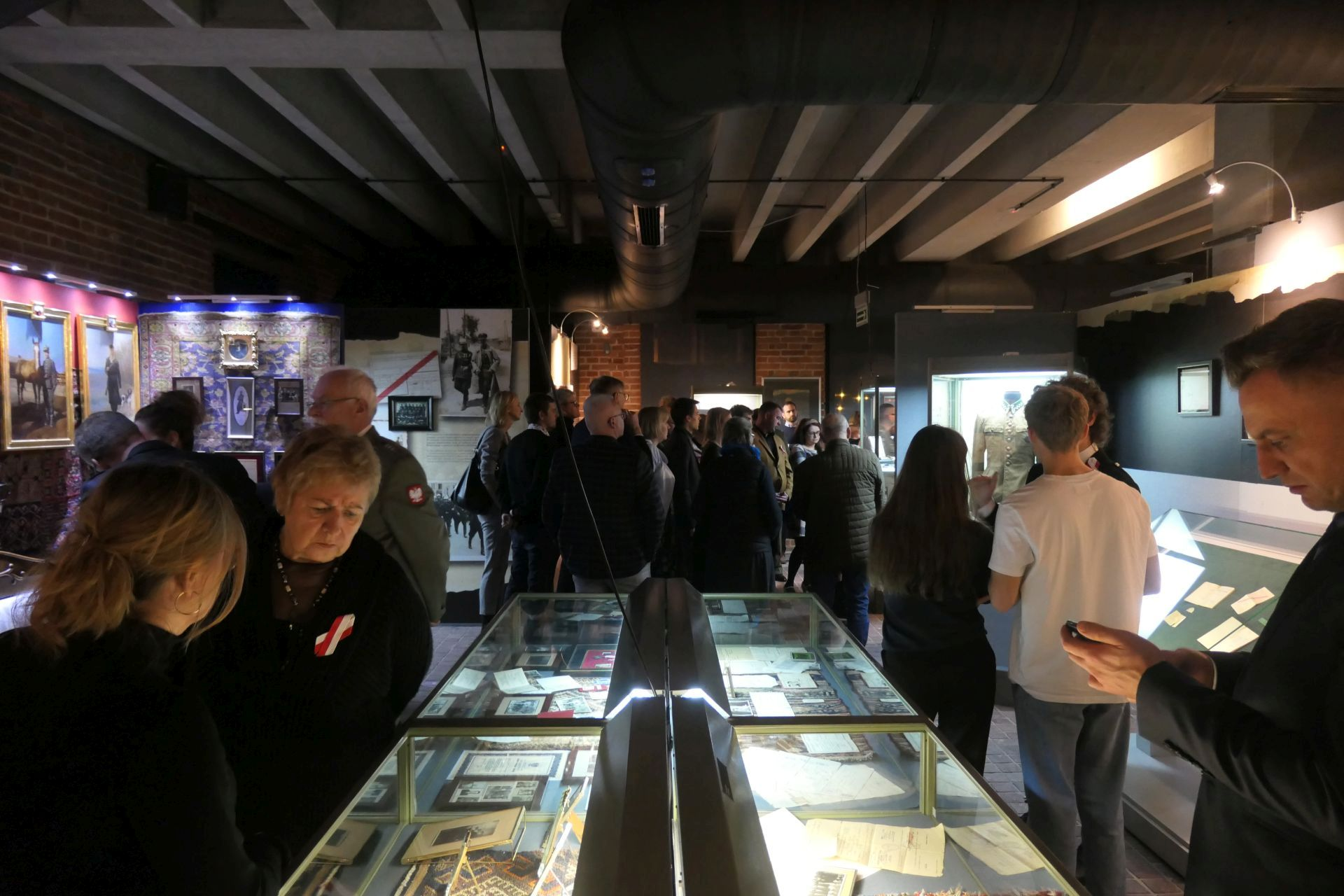
Wystawa "Bracia Krajewscy w walce. Pokąd sił nam starczy" w Muzeum Armii Krajowej w Krakowie. Fot. Mateusz Drożdż

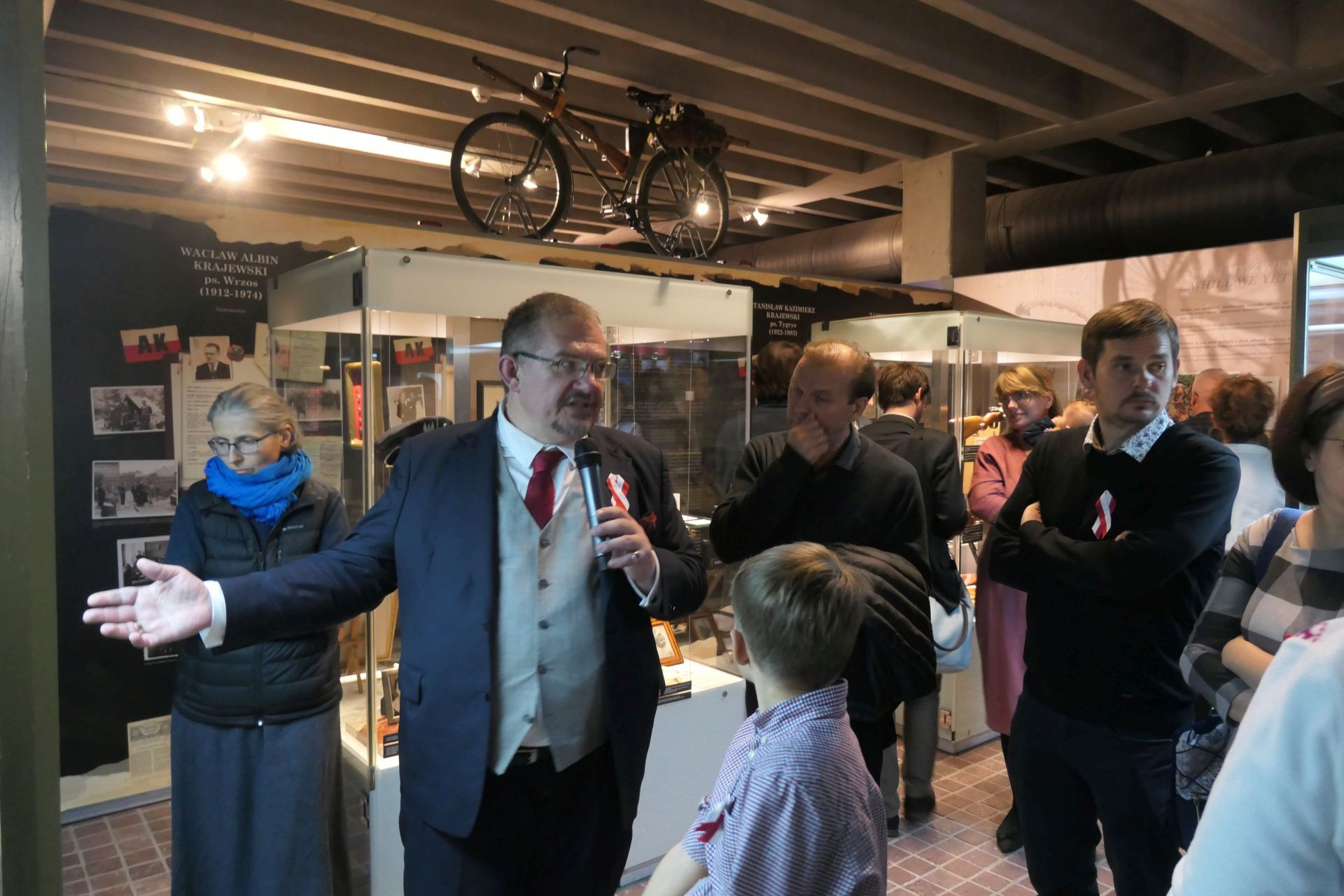
Wystawa "Bracia Krajewscy w walce. Pokąd sił nam starczy" w Muzeum Armii Krajowej w Krakowie. Fot. Mateusz Drożdż

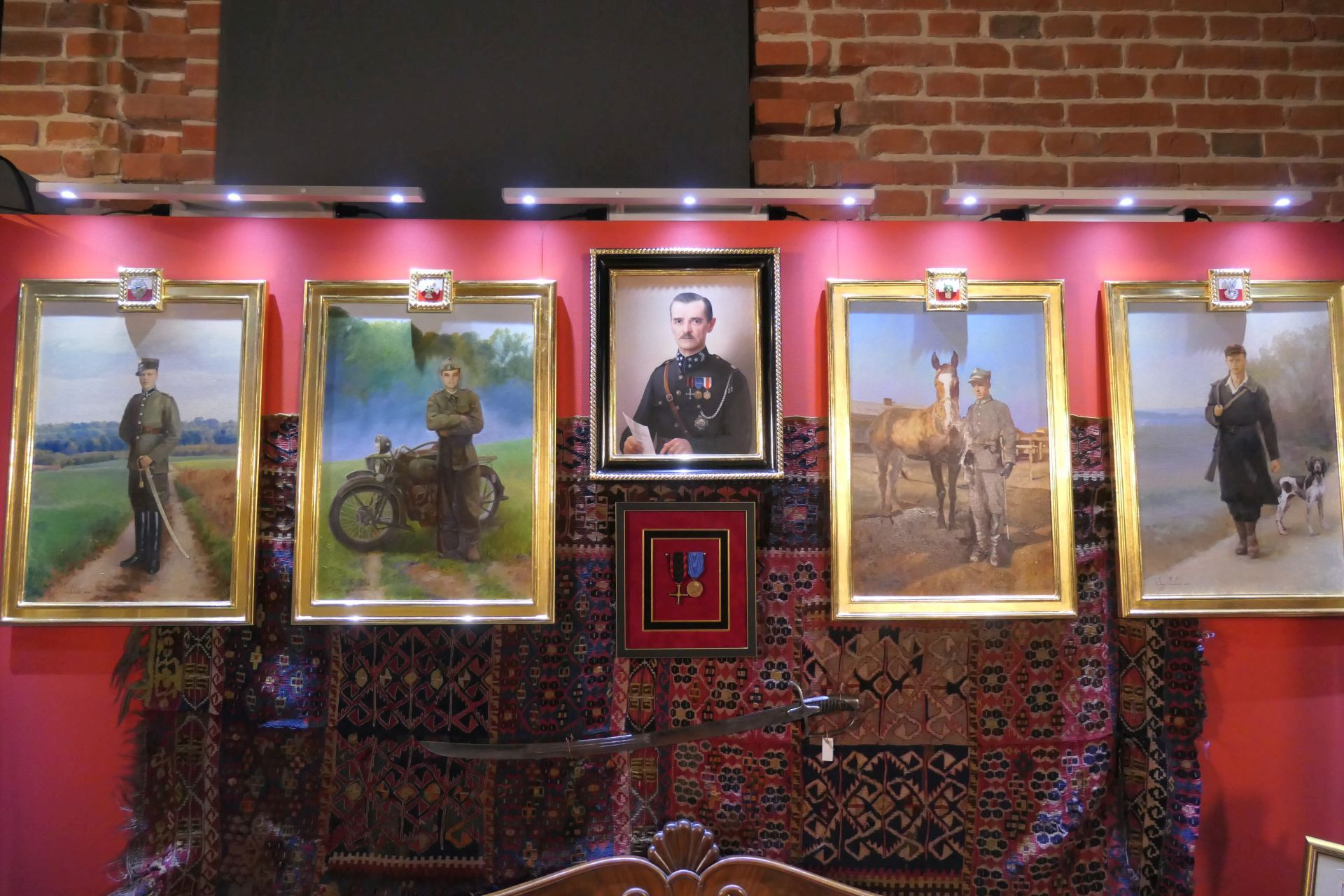
Sportretowani na obrazach bracia Krajewscy wraz z ojcem (pośrodku) na wystawie w Muzeum Armii Krajowej w Krakowie. Fot. Mateusz Drożdż

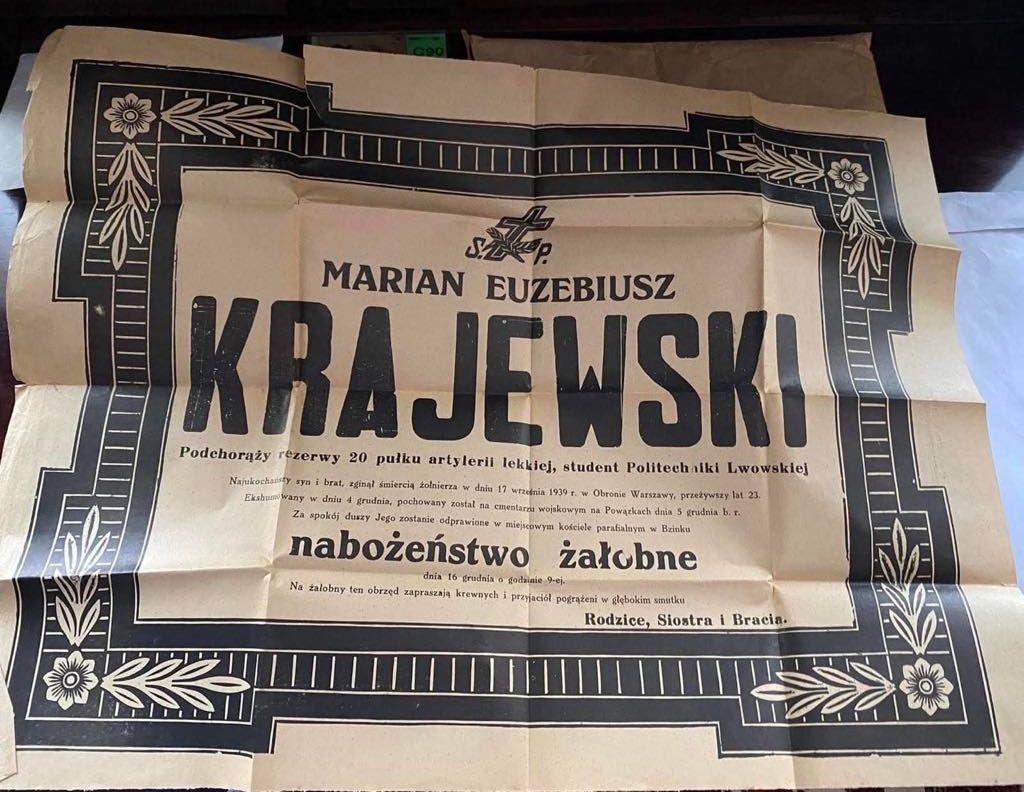
Pamiątka rodzinna - nekrolog Mariana Krajewskiego. Fot. z archiwum rodziny Krajewskich-Siudów

Bracia Krajewscy – czterech polskich braci ze Skarżyska-Kamiennej, uczestników II wojny światowej, z których wojnę przeżył tylko jeden, a trzech zginęło. Dwóch zginęło z bronią w ręku we wrześniu 1939, trzeci został zamordowany przez Gestapo w 1940. Bracia są symbolem wojennego rodzinnego poświęcenia się dla ojczyzny. Nazywani też polskimi braćmi Ryan.
Patriotyczne rodzeństwo Krajewskich składało się z czterech braci, którymi byli: Władysław Krajewski junior, Leon Krajewski, Marian Krajewski i Jerzy Krajewski. Należy też uwzględnić ich ojca Władysława Krajewskiego ps. „Marian”. Rodzina związana była zawodowo z zakładami zbrojeniowymi w Centralnym Okręgu Przemysłowym. W 1939 Marian i Leon trafili w szeregi Wojska Polskiego - Marian został zmobilizowany już na wiosnę 1939, a Leon zgłosił się na ochotnika. Leon poległ w tracie walk, a Marian zmarł z ran w 1939. Władysław junior został zamordowany przez okupanta w 1940. Czwarty z braci Jerzy zaangażował się w konspirację, a następnie w walkę w szeregach Armii Krajowej na Kielecczyźnie.
Z Armią Krajową związani byli także inni członkowie rodu Krajewskich.

## Bracia Krajewscy
Władysław Krajewski junior (ur. 1910 w Moczydle koło Libiąża, zm. 1940 w Zamościu) – podporucznik rezerwy Wojska Polskiego, pracownik zakładów zbrojeniowych, zamordowany przez Niemców za odmowę współpracy.
Studiował matematykę, w stopniu ppor. rez. był dowódcą plutonu ckm w 72 Pułku Piechoty w Radomiu. Pracował w zakładach zbrojeniowych w Skarżysku-Kamiennej, Warszawie, Kraśniku. W czasie wojny 1939 r. pozostał w zakładzie pracy z uwagi na jego strategiczne znaczenie. Według rodzinnej relacji został schwytany przez Niemców na skutek zdrady. Odmówił współpracy z okupantem i przekazania dokumentacji dotyczącej produkcji amunicji. Zamordowany w 1940 r. w Rotundzie w Zamościu.
Leon Teodor Krajewski (ur. 1913 w Moczydle koło Libiąża, zm. 1939 na Lubelszczyźnie) – wicekomendant straży pożarnej w zakładach zbrojeniowych w Skarżysku-Kamiennej, sportowiec, plutonowy podchorąży Wojska Polskiego, uczestnik walk 1939.
Technik kolejnictwa, wicekomendant straży pożarnej w zakładach zbrojeniowych w Radomiu, utalentowany sportowiec, który zdobywał medale w zawodach krajowych w strzelectwie i kolarstwie.
Zmobilizowany w 1939 w stopniu plutonowego podchorążego, był dowódcą plutonu rowerowego w 8 Pułku Piechoty Legionów z 3 Dywizji Piechoty Legionów. Walczył na Kielecczyźnie, zginął 23 września 1939 podczas zwiadu na Lubelszczyźnie przed drugą bitwą pod Tomaszowem Lubelskim. Pochowany w zbiorowej mogile, po ekshumacji został rozpoznany przez żonę dzięki obrączce, sygnetowi z herbem i chusteczce z monogramem.
W 2023 promowany pośmiertnie na pierwszy stopień oficerski przez Prezydenta RP.
Marian Euzebiusz Krajewski (ur. 1916 w Wierzbniku koło Starachowic, zm. 1939 w Warszawie) – student chemii, sportowiec, bombardier podchorąży Wojska Polskiego, uczestnik obrony Warszawy w 1939.
Studiował chemię we Lwowie, uprawiał wioślarstwo. Skończył Szkołę Podchorążych Artylerii we Włodzimierzu Wołyńskim, do której zgłosił się na ochotnika. W 1939 walczył w stopniu bombardiera podchorążego jako dowódca plutonu w 20 Pułku Artylerii Lekkiej 20 Dywizji Piechoty. W trakcie walk w obronie Warszawy został śmiertelnie ranny i zmarł w szpitalu 17 września 1939. Został pochowany na cmentarzu Wojskowym na Powązkach.
W 2023 promowany pośmiertnie na pierwszy stopień oficerski przez Prezydenta RP.
Jerzy Józef Krajewski ps. Zabawa (ur. 1922 w Wierzbniku koło Starachowic, zm. 1986) pracownik zakładów zbrojeniowych w Skarżysku-Kamiennej, żołnierz Armii Krajowej na Kielecczyźnie, chemik, wynalazca.
Włączył się w konspirację w zakładach w Skarżysku-Kamiennej produkujących amunicję, gdzie pracował. Gdy w wyniku wsypy siatka konspiracyjna rozpadła się, uciekł w Góry Świętokrzyskie, gdzie wstąpił do oddziałów Armii Krajowej, których dowództwo objął wkrótce potem cichociemny kpt Jan Piwnik ps. Ponury. Został dowódca drużyny w 2 Pułku Piechoty Legionów AK. Brał udział m.in. w napadzie na pociąg w ramach odwetu za pacyfikację Michniowa i bitwie pod Chotowem – ostatnim dużym starciu partyzanckim na Kieleczcyznie w II wojnie światowej.
Jego pseudonim pochodził od wysokiego poziomu poczucia humoru. Był opiekunem wyżła Morusa, co zostało skomentowane przez Pawła Popiela de Choszczaka - syna adiutanta kpt Jana Piwnika – Krajewscy to taka rodzina akowska, że nawet pies był żołnierzem Armii Krajowej. Pies Morus był członkiem drużyny, którą dowodził Zabawa, i jako zwiadowca brał udział w akcjach bojowych.
Po wojnie zamieszkał we Wrocławiu, gdzie skończył studia chemiczne. Pracował na stanowiskach kierowniczych w różnych zakładach, był autorem opatentowanych wynalazków. Żonaty z Danutą Romanowską ps. „Danka”, łączniczką z Armii Krajowej. Odznaczony m.in. Krzyżem Walecznych, londyńskim Medalem Wojska, Krzyżem AK i Odznaką Grunwaldzką.
Inne postaci związane z braćmi Krajewskimi:
Władysław Krajewski ps. Marian (ur. 1883 w Skierniewicach, zm. 1940 w Skarżysku-Kamiennej) członek Organizacji Bojowej PPS noszący pseudonim Marian, więzień caratu, działacz społeczny, twórca i komendant straży pożarnej w fabryce amunicji w Skarżysku-Kamiennej, ojciec braci Krajewskich.
Był członkiem Organizacji Bojowej PPS, dwukrotnie był więziony przez władze carskie w 1906 i 1909. W latach 1914-1919 przebywał we Francji, gdzie był współzałożycielem Związku Polaków we Francji i wiceprezesem Stowarzyszenia „Zjednoczenie i Niepodległość”, po powrocie do kraju był członkiem Towarzystwa „Strzelec”. Po powrocie z emigracji do Skarżyska-Kamiennej rozpoczął organizację straży pożarnej w nowo powstałej fabryce amunicji w tamtejszej Wojskowej Wytwórni Amunicji. Stworzoną przez siebie nowoczesną zawodową jednostką straży pożarnej kierował do 1939. Zmarł w 1940.
Pozostała rodzina: Żołnierze Armii Krajowej - Karol Marian Krajewski ps. Drąg, Drągal (1902-1975), Wacław Albin Krajewski ps. Wrzos (1912-1974), Stanisław Piotr Krajewski ps. Stach (1918-1986), Stanisław Kazimierz Krajewski ps. Tygrys (1924-1983), Tadeusz Mieczysław Krajewski ps. Grom (1924-1989), Leokadia z Krajewskich Dembowska ps. Lola (1911-1968), Danuta z Romanowskich Krajewska ps. Danka (1928-), Alina z Paradeckich Krajewska ps. Kicia (1910-1969), Zdzisława z Piątków Krajewska ps. Sława (1928-2023), Aleksandra Felicja z Krajewskich Pikulska ps. Ola (1904-2004).

## Bracia na wojnie
Bracia Krajewscy nie są jedynym znanym przypadkiem ofiarności i poświęcenia rodzinnego w wojnach. Inne znane przypadki to: amerykańscy czterej bracia Niland, którzy posłużyli Stevenowi Spielbergowi za inspirację do nakręcenia filmu „Szeregowiec Ryan”, wspomniani w tym filmie – pięciu braci Sullivan, którzy zginęli w 1942 służąc na jednym okręcie, czy bracia Borgstrom, którzy polegli w tracie walk. Niemcy pamiętają o braciach von Blűcher, z których trzech zginęło w trakcie ataku na Kretę w 1941, Francuzi o pięciu braciach Jardot, którzy polegli w I wojnie światowej.

## Upamiętnienie
Wystawa „Bracia Krajewscy w walce. Pokąd sił nam starczy” w Muzeum Armii Krajowej w Krakowie
Wystawa „Bracia Krajewscy w walce. Pokąd sił nam starczy" w Muzeum Martyrologii Wsi Polskich w Michniowie

## Filmy, audycje, artykuły
Film "Polski szeregowiec Ryan. Historia braci Krajewskich"
Audycja w Radiu Kraków
Artykuły m.in.: "Krajewscy. Rodzina chora na patriotyzm", "Opowieść o braciach Krajewskich", "Wystawa o patriotycznej rodzinie", "Muzeum AK opowiada historię braci Krajewskich nazywaną polską wersją >>Szeregowca Ryana<<", "Czterej bracia Krajewscy, czyli polska wersja >>Szeregowca Ryana<<. Wystawa w Muzeum Armii Krajowej", "Bracia Krajewscy w walce", "Bracia Krajewscy ze Skarżyska bohaterami wystawy w Michniowie. Zapraszamy do Mauzoleum, aby poznać ich historię. Historię jak z >>Szeregowca Ryana<<", "Koneckie akcenty w Muzeum AK w Krakowie".